# Mistrovství světa ve fotbale 1954
5. Mistrovství světa ve fotbale se konalo od 16. června do 4. července 1954 ve Švýcarsku. Zúčastnilo se jej 16 celků. Finále se hrálo 4. července 1954. Hostitelská země byla vybrána v roce 1946, důvodem bylo, že v roce 1954 bylo 50. výročí založení FIFA. Proto byl turnaj přidělen zemi, ve které sídlí řídící orgány FIFA. „Zázrak z Bernu,“ kterým bylo vítězství SRN, však brzy vyvolal podezření.
Celkem padlo na turnaji 140 branek, což je v průměru 5,38 branky na zápas.
Nejlepším střelcem turnaje s 11 brankami se stal Sándor Kocsis z Maďarska.
Hvězdy mistrovství světa: Fritz Walter (SRN), Ferenc Puskás, Sándor Kocsis (oba Maďarsko).

## Stupně vítězů
| Zlato | Stříbro  | Bronz    | 4. místo |
| ----- | -------- | -------- | -------- |
| SRN   | Maďarsko | Rakousko | Uruguay  |

## Kvalifikace
Kvalifikace se zúčastnilo 37 fotbalových reprezentací, které bojovaly o 14 místenek na závěrečném turnaji. Pořadatelské Švýcarsko spolu s obhájcem titulu - Uruguayí měli účast jistou.

### Kvalifikované týmy

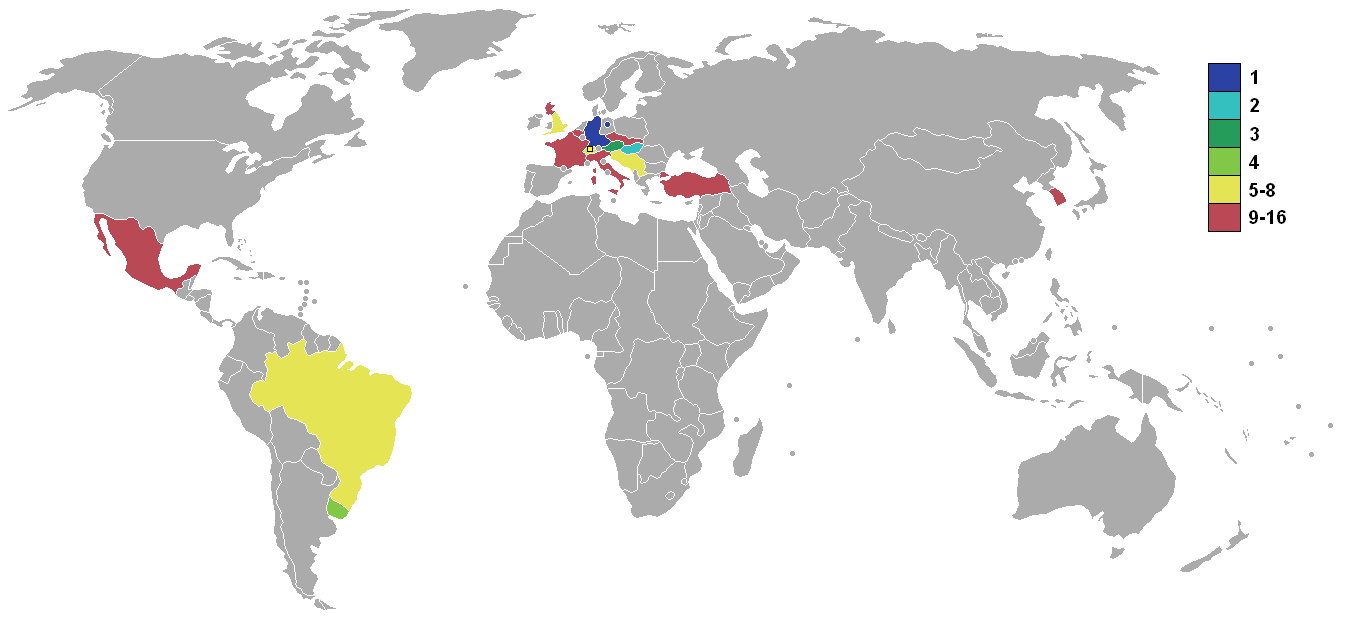
Zúčastněné země

| Vlajka         | Stát Archivováno 5. 9. 2015 na Wayback Machine. | Soupisky                                     |
| -------------- | ----------------------------------------------- | -------------------------------------------- |
| Rakousko       | Rakousko (Evropa)                               | Archivováno 13. 9. 2015 na Wayback Machine.  |
| Československo | Československo (Evropa)                         | Archivováno 6. 3. 2016 na Wayback Machine.   |
| Anglie         | Anglie (Evropa)                                 | Archivováno 12. 1. 2020 na Wayback Machine.  |
| Francie        | Francie (Evropa)                                | Archivováno 6. 3. 2016 na Wayback Machine.   |
| Německo        | SRN (Evropa)                                    | Archivováno 1. 10. 2015 na Wayback Machine.  |
|                | Maďarsko (Evropa)                               | Archivováno 20. 11. 2015 na Wayback Machine. |
| Belgie         | Belgie (Evropa)                                 | Archivováno 6. 3. 2016 na Wayback Machine.   |
| Skotsko        | Skotsko (Evropa)                                | Archivováno 6. 3. 2016 na Wayback Machine.   |
| Itálie         | Itálie (Evropa)                                 | Archivováno 5. 3. 2016 na Wayback Machine.   |
| Švýcarsko      | Švýcarsko (Evropa)                              | Archivováno 6. 3. 2016 na Wayback Machine.   |
| Turecko        | Turecko (Evropa)                                | Archivováno 6. 3. 2016 na Wayback Machine.   |
| Jugoslávie     | Jugoslávie (Evropa)                             | Archivováno 5. 3. 2016 na Wayback Machine.   |
| Mexiko         | Mexiko (Střední Amerika)                        | Archivováno 5. 3. 2016 na Wayback Machine.   |
| Jižní Korea    | Jižní Korea (Asie)                              | Archivováno 5. 3. 2016 na Wayback Machine.   |
|                | Brazílie (Jižní Amerika)                        | Archivováno 6. 3. 2016 na Wayback Machine.   |
| Uruguay        | Uruguay (Jižní Amerika)                         | Archivováno 25. 10. 2015 na Wayback Machine. |

## Hrací systém
Při tomto mistrovství byl poprvé a naposledy použit neobvyklý formát. Šestnáctka účastníků byla rozlosována do čtyř skupin po čtyřech. Do každé skupiny byly nalosovány dva nasazené a dva nenasazené týmy. Ve skupinách se odehrála pouze dvě kola - každý nasazený se utkal s oběma nenasazenými. V případě rovnosti bodů se hrál dodatečný zápas o postup mezi danými týmy. Pokud měly stejný počet bodů dva týmy jejichž rovnost by nijak neovlivnila postup, pouze se vylosovalo, kdo zaujme vyšší pozici. Navíc se již v základních skupinách hrálo při remíze po 90 minutách prodloužení. Systém play off byl také neobvyklý. Ve čtvrtfinále a semifinále se mezi sebou utkávali vítězové skupin a zvlášť týmy ze druhých míst. To znamenalo, že se do finále dostal jeden tým z prvního místa a jeden tým ze druhého místa.

## Skupinová fáze

### Skupina A
| Tým        | Z | V | R | P | VG | IG | B |
| ---------- | - | - | - | - | -- | -- | - |
| Brazílie   | 2 | 1 | 1 | 0 | 6  | 1  | 3 |
| Jugoslávie | 2 | 1 | 1 | 0 | 2  | 1  | 3 |
| Francie    | 2 | 1 | 0 | 1 | 3  | 3  | 2 |
| Mexiko     | 2 | 0 | 0 | 2 | 2  | 8  | 0 |

- O prvním místě Brazílie rozhodl los. Dodatečný zápas se nemusel hrát, protože toto umístění nerohodovalo o postupu.

| 16. června 1954 18:00 (SEČ)                      |        |        |                                                                                 |
| Brazílie                                         | 5 – 0  | Mexiko | Charmilles Stadium, Ženeva diváci: 13 000 rozhodčí: Raymon Wyssling (Švýcarsko) |
| Baltazar 23' Didi 30' Pinga 34', 43' Julinho 69' | Report |        | Charmilles Stadium, Ženeva diváci: 13 000 rozhodčí: Raymon Wyssling (Švýcarsko) |

| 16. června 1954 18:00 (SEČ) |        |         |                                                                                              |
| Jugoslávie                  | 1 – 0  | Francie | Stade Olympique de la Pontaise, Lausanne diváci: 27 000 rozhodčí: Benjamin Griffiths (Wales) |
| Milutinović 15'             | Report |         | Stade Olympique de la Pontaise, Lausanne diváci: 27 000 rozhodčí: Benjamin Griffiths (Wales) |

| 19. června 1954 17:00 (SEČ) |                   |            |                                                                                               |
| Brazílie                    | 1 – 1 (po prodl.) | Jugoslávie | Stade Olympique de la Pontaise, Lausanne diváci: 40 000 rozhodčí: Charlie Faultless (Skotsko) |
| Didi 69'                    | Report            | Zebec 48'  | Stade Olympique de la Pontaise, Lausanne diváci: 40 000 rozhodčí: Charlie Faultless (Skotsko) |

| 19. června 1954 17:10 (SEČ)                    |        |                           |                                                                               |
| Francie                                        | 3 – 2  | Mexiko                    | Charmilles Stadium, Ženeva diváci: 19 000 rozhodčí: Manuel Asensi (Španělsko) |
| Vincent 19' Cárdenas 49' (vl.) Kopa 88' (pen.) | Report | Lamadrid 54' Balcázar 85' | Charmilles Stadium, Ženeva diváci: 19 000 rozhodčí: Manuel Asensi (Španělsko) |

### Skupina B
| Tým         | Z | V | R | P | VG | IG | B |
| ----------- | - | - | - | - | -- | -- | - |
| Maďarsko    | 2 | 2 | 0 | 0 | 17 | 3  | 4 |
| SRN         | 2 | 1 | 0 | 1 | 7  | 9  | 2 |
| Turecko     | 2 | 1 | 0 | 1 | 8  | 4  | 2 |
| Jižní Korea | 2 | 0 | 0 | 2 | 0  | 16 | 0 |

- Týmy  SRN a  Turecko měly stejný počet bodů, a tak rozhodl dodatečný zápas o postup.

| 17. června 1954 18:00 (SEČ)                     |        |         |                                                                                    |
| SRN                                             | 4 – 1  | Turecko | Wankdorf Stadium, Bern diváci: 39 000 rozhodčí: Jose da Costa Vieira (Portugalsko) |
| Schäfer 14' Klodt 52' O. Walter 60' Morlock 84' | Report | Suat 2' | Wankdorf Stadium, Bern diváci: 39 000 rozhodčí: Jose da Costa Vieira (Portugalsko) |

| 17. června 1954 18:00 (SEČ)                                                 |        |             |                                                                              |
| Maďarsko                                                                    | 9 – 0  | Jižní Korea | Hardturm Stadium, Curych diváci: 18 000 rozhodčí: Raymond Vincenti (Francie) |
| Puskás 12', 89' Lantos 18' Kocsis 24', 36', 50' Czibor 59' Palotás 75', 83' | Report |             | Hardturm Stadium, Curych diváci: 18 000 rozhodčí: Raymond Vincenti (Francie) |

| 20. června 1954 16:50 (SEČ)                                        |        |                                 |                                                                   |
| Maďarsko                                                           | 8 – 3  | SRN                             | St. Jakob Stadium, Basilej diváci: 65 000 rozhodčí: Ling (Anglie) |
| Kocsis 3', 21', 67', 78' Puskás 17' Hidegkuti 50', 54' J. Tóth 73' | Report | Pfaff 25' Rahn 77' Herrmann 81' | St. Jakob Stadium, Basilej diváci: 65 000 rozhodčí: Ling (Anglie) |

| 20. června 1954 17:00 (SEČ)                            |        |             |                                                                             |
| Turecko                                                | 7 – 0  | Jižní Korea | Charmilles Stadium, Ženeva diváci: 3 000 rozhodčí: Esteban Marino (Uruguay) |
| Suat 10', 30' Lefter 24' Burhan 37', 64', 70' Erol 76' | Report |             | Charmilles Stadium, Ženeva diváci: 3 000 rozhodčí: Esteban Marino (Uruguay) |

#### Dodatečný zápas o postup
| 23. června 1954 18:00 (SEČ)                                       |        |                        |                                                                              |
| SRN                                                               | 7 – 2  | Turecko                | Hardturm Stadium, Curych diváci: 18 000 rozhodčí: Raymond Vincenti (Francie) |
| O. Walter 7' Schäfer 12', 79' Morlock 30', 60', 77' F. Walter 62' | Report | Mustafa 21' Lefter 82' | Hardturm Stadium, Curych diváci: 18 000 rozhodčí: Raymond Vincenti (Francie) |

### Skupina C
| Tým            | Z | V | R | P | VG | IG | B |
| -------------- | - | - | - | - | -- | -- | - |
| Uruguay        | 2 | 2 | 0 | 0 | 9  | 0  | 4 |
| Rakousko       | 2 | 2 | 0 | 0 | 6  | 0  | 4 |
| Československo | 2 | 0 | 0 | 2 | 0  | 7  | 0 |
| Skotsko        | 2 | 0 | 0 | 2 | 0  | 8  | 0 |

- O prvním místě Uruguaye rozhodl los. Dodatečný zápas se nemusel hrát, protože toto umístění nerozhodovalo o postupu.

| 16. června 1954 18:00 (SEČ) |        |                |                                                                |
| Uruguay                     | 2 – 0  | Československo | Wankdorf Stadium, Bern diváci: 20 500 rozhodčí: Ellis (Anglie) |
| Míguez 72' Schiaffino 81'   | Report |                | Wankdorf Stadium, Bern diváci: 20 500 rozhodčí: Ellis (Anglie) |

| 16. června 1954 18:00 (SEČ) |        |         |                                                                            |
| Rakousko                    | 1 – 0  | Skotsko | Hardturm Stadium, Curych diváci: 30 000 rozhodčí: Laurent Franken (Belgie) |
| Probst 33'                  | Report |         | Hardturm Stadium, Curych diváci: 30 000 rozhodčí: Laurent Franken (Belgie) |

| 19. června 1954 16:50 (SEČ)                           |        |         |                                                                                 |
| Uruguay                                               | 7 – 0  | Skotsko | St. Jakob Stadium, Basilej diváci: 43 000 rozhodčí: Vincenzo Orlandini (Itálie) |
| Borges 17', 47', 57' Míguez 30', 83' Abbadie 54', 85' | Report |         | St. Jakob Stadium, Basilej diváci: 43 000 rozhodčí: Vincenzo Orlandini (Itálie) |

| 19. června 1954 17:00 (SEČ)           |        |                |                                                                                |
| Rakousko                              | 5 – 0  | Československo | Hardturm Stadium, Curych diváci: 25 000 rozhodčí: Vasa Stefanovic (Jugoslávie) |
| Stojaspal 3', 70' Probst 4', 21', 24' | Report |                | Hardturm Stadium, Curych diváci: 25 000 rozhodčí: Vasa Stefanovic (Jugoslávie) |

### Skupina D
| Tým       | Z | V | R | P | VG | IG | B |
| --------- | - | - | - | - | -- | -- | - |
| Anglie    | 2 | 1 | 1 | 0 | 6  | 4  | 3 |
| Švýcarsko | 2 | 1 | 0 | 1 | 2  | 3  | 2 |
| Itálie    | 2 | 1 | 0 | 1 | 5  | 3  | 2 |
| Belgie    | 2 | 0 | 1 | 1 | 5  | 8  | 1 |

- Týmy  Švýcarsko a  Itálie měly stejný počet bodů, a tak rozhodl dodatečný zápas o postup.

| 17. června 1954 17:50 (SEČ) |        |               |                                                                                           |
| Švýcarsko                   | 2 – 1  | Itálie        | Stade Olympique de la Pontaise, Lausanne diváci: 43 000 rozhodčí: Mario Vianna (Brazílie) |
| Ballaman 18' Hügi 78'       | Report | Boniperti 44' | Stade Olympique de la Pontaise, Lausanne diváci: 43 000 rozhodčí: Mario Vianna (Brazílie) |

| 17. června 1954 18:10 (SEČ)         |                   |                                               |                                                                          |
| Anglie                              | 4 – 4 (po prodl.) | Belgie                                        | St. Jakob Stadium, Basilej diváci: 40 000 rozhodčí: Emil Schmetzer (NSR) |
| Broadis 26', 63' Lofthouse 36', 91' | Report            | Anoul 5', 71' Coppens 67' Dickinson 94' (vl.) | St. Jakob Stadium, Basilej diváci: 40 000 rozhodčí: Emil Schmetzer (NSR) |

| 20. června 1954 17:00 (SEČ)                              |        |           |                                                                                  |
| Itálie                                                   | 4 – 1  | Belgie    | Cornaredo Stadium, Lugano diváci: 26 000 rozhodčí: Carl Erich Steiner (Rakousko) |
| Pandolfini 41' (pen.) Galli 48' Frignani 58' Lorenzi 78' | Report | Anoul 81' | Cornaredo Stadium, Lugano diváci: 26 000 rozhodčí: Carl Erich Steiner (Rakousko) |

| 20. června 1954 17:10 (SEČ) |        |           |                                                                         |
| Anglie                      | 2 – 0  | Švýcarsko | Wankdorf Stadium, Bern diváci: 50 000 rozhodčí: Istvan Zsolt (Maďarsko) |
| Mullen 43' Wilshaw 69'      | Report |           | Wankdorf Stadium, Bern diváci: 50 000 rozhodčí: Istvan Zsolt (Maďarsko) |

#### Dodatečný zápas o postup
| 23. června 1954 18:00 (SEČ)           |        |           |                                                                                |
| Švýcarsko                             | 4 – 1  | Itálie    | St. Jakob Stadium, Basilej diváci: 30 000 rozhodčí: Benjamin Griffiths (Wales) |
| Hügi 14', 85' Ballaman 48' Fatton 90' | Report | Nesti 67' | St. Jakob Stadium, Basilej diváci: 30 000 rozhodčí: Benjamin Griffiths (Wales) |

## Vyřazovací fáze

### Čtvrtfinále
| 26. června 1954 17:00 (SEČ)                                   |        |                                      |                                                                                               |
| Rakousko                                                      | 7 – 5  | Švýcarsko                            | Stade Olympique de la Pontaise, Lausanne diváci: 35 000 rozhodčí: Charlie Faultless (Skotsko) |
| Wagner 25', 27', 53' A. Körner 26', 34' Ocwirk 32' Probst 76' | Report | Ballaman 16', 39' Hügi 17', 19', 58' | Stade Olympique de la Pontaise, Lausanne diváci: 35 000 rozhodčí: Charlie Faultless (Skotsko) |

| 26. června 1954 17:00 (SEČ)                     |        |                          |                                                                                   |
| Uruguay                                         | 4 – 2  | Anglie                   | St. Jakob Stadium, Basilej diváci: 35 000 rozhodčí: Carl Erich Steiner (Rakousko) |
| Borges 5' Varela 39' Schiaffino 46' Ambrois 78' | Report | Lofthouse 16' Finney 67' | St. Jakob Stadium, Basilej diváci: 35 000 rozhodčí: Carl Erich Steiner (Rakousko) |

| 27. června 1954 17:00 (SEČ)          |        |                                               |                                                                |
| Brazílie                             | 2 – 4  | Maďarsko                                      | Wankdorf Stadium, Bern diváci: 60 000 rozhodčí: Ellis (Anglie) |
| Djalma Santos 18' (pen.) Julinho 65' | Report | Hidegkuti 4' Kocsis 7', 88' Lantos 60' (pen.) | Wankdorf Stadium, Bern diváci: 60 000 rozhodčí: Ellis (Anglie) |

| 27. června 1954 17:00 (SEČ) |        |                          |                                                                             |
| Jugoslávie                  | 0 – 2  | SRN                      | Charmilles Stadium, Ženeva diváci: 20 000 rozhodčí: Istvan Zsolt (Maďarsko) |
|                             | Report | Horvat 9' (vl.) Rahn 85' | Charmilles Stadium, Ženeva diváci: 20 000 rozhodčí: Istvan Zsolt (Maďarsko) |

### Semifinále
| 30. června 1954 18:00 (SEČ)                |                   |                  |                                                                                              |
| Maďarsko                                   | 4 – 2 (po prodl.) | Uruguay          | Stade Olympique de la Pontaise, Lausanne diváci: 37 000 rozhodčí: Benjamin Griffiths (Wales) |
| Czibor 13' Hidegkuti 46' Kocsis 111', 116' | Report            | Hohberg 75', 86' | Stade Olympique de la Pontaise, Lausanne diváci: 37 000 rozhodčí: Benjamin Griffiths (Wales) |

| 30. června 1954 18:00 (SEČ)                                                 |        |            |                                                                                 |
| SRN                                                                         | 6 – 1  | Rakousko   | St. Jakob Stadium, Basilej diváci: 58 000 rozhodčí: Vincenzo Orlandini (Itálie) |
| Schäfer 31' Morlock 47' F. Walter 54' (pen.), 64' (pen.) O. Walter 61', 89' | Report | Probst 51' | St. Jakob Stadium, Basilej diváci: 58 000 rozhodčí: Vincenzo Orlandini (Itálie) |

### O bronz
| 3. července 1954 17:00 (SEČ) |        |                                                |                                                                               |
| Uruguay                      | 1 – 3  | Rakousko                                       | Hardturm Stadium, Curych diváci: 35 000 rozhodčí: Raymon Wyssling (Švýcarsko) |
| Hohberg 22'                  | Report | Stojaspal 16' (pen.) Cruz 59' (vl.) Ocwirk 89' | Hardturm Stadium, Curych diváci: 35 000 rozhodčí: Raymon Wyssling (Švýcarsko) |

### Finále
| 4. července 1954 17:00 (SEČ) |        |                           |                                                                       |
| Maďarsko                     | 2 – 3  | SRN                       | Wankdorf Stadium, Bern diváci: 60 000 rozhodčí: William Ling (Anglie) |
| Puskás 6' Czibor 8'          | Report | Morlock 10' Rahn 18', 84' | Wankdorf Stadium, Bern diváci: 60 000 rozhodčí: William Ling (Anglie) |

## Vítěz
| Mistrovství světa ve fotbale 1954 NSR |